# Bra flicka reder sig själv
Pour plus de détails, voir Fiche technique et Distribution.
Bra flicka reder sig själv est un film suédois réalisé par Victor Sjöström, sorti en 1914.

## Fiche technique
- Titre : Bra flicka reder sig själv
- Réalisation : Victor Sjöström
- Photographie : Hugo Edlund et Julius Jaenzon
- Pays de production : Suède
- Format : Noir et blanc - Film muet
- Genre : court métrage, drame
- Durée : 41 minutes
- Date de sortie : 1914

## Distribution
- Alfred Lundberg (en) : Fellman
- Richard Lund : Sven, le fils de Fellman
- Clara Pontoppidan : Ruth Landén
- Jenny Tschernichin-Larsson : la mère de Ruth